# Alive (Vincent Bueno)
Alive è un singolo del cantante austriaco Vincent Bueno, pubblicato il 6 marzo 2020. Il brano è scritto dallo stesso cantante con David Yang, Felix van Göns ed Artur Aigner.
Il brano è stato selezionato internamente dall'ente radiotelevisivo nazionale ORF per rappresentare l'Austria all'Eurovision Song Contest 2020 a Rotterdam, nei Paesi Bassi.

## Video musicale
Il videoclip è stato reso disponibile il 5 marzo 2020.

## Tracce
Download digitale
1. Alive – 3:00

Download digitale (versione karaoke)
1. Alive (versione karaoke) – 3:00